# David Oyelowo

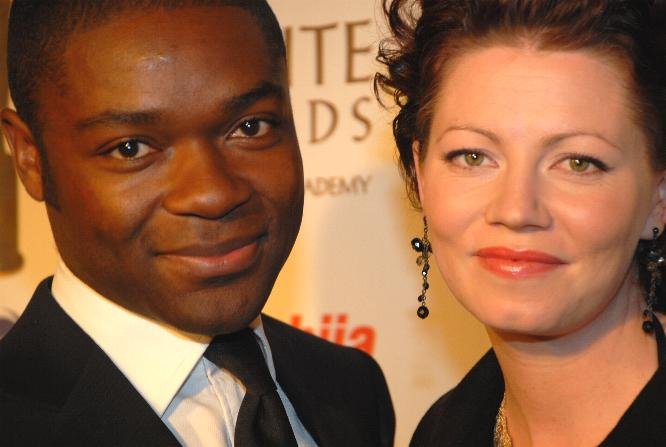
David i Jessica Oyelowo

David Oyetokunbo Oyelowo (/oʊ-ˈjɛləwoʊ/ ur. 1 kwietnia 1976 w Oksfordzie) – angielski aktor i producent filmowy, nigeryjskiego pochodzenia, który wystąpił m.in. w filmach Selma, Lincoln i Geneza planety małp. Oficer Orderu Imperium Brytyjskiego (OBE).

## Filmografia

### Filmy
| Rok  | Tytuł                              | Rola                   | Uwagi           |
| ---- | ---------------------------------- | ---------------------- | --------------- |
| 2001 | Dog Eat Dog                        | CJ                     |                 |
| 2005 | I uderzył grom                     | Payne                  |                 |
| 2005 | The Best Man                       | Graham                 |                 |
| 2005 | Wykolejony                         | Patrol Officer         |                 |
| 2006 | Jak wam się podoba                 | Orlando De Boys        |                 |
| 2006 | Ostatni król Szkocji               | dr Junju               |                 |
| 2008 | Who Do You Love?                   | Muddy Waters           |                 |
| 2009 | Krzyk mody                         | Homer                  |                 |
| 2011 | Geneza planety małp                | Steven Jacobs          |                 |
| 2011 | Służące                            | Preacher Green         |                 |
| 2011 | 96 Minutes                         | Duane                  |                 |
| 2012 | Red Tails                          | Joe „Lightning” Little |                 |
| 2012 | Pokusa                             | Yardley Acheman        |                 |
| 2012 | W szczerym polu                    | Brian                  |                 |
| 2012 | Lincoln                            | Ira Clark              |                 |
| 2012 | Jack Reacher: Jednym strzałem      | Emerson                |                 |
| 2013 | Kamerdyner                         | Louis Gaines           |                 |
| 2014 | Interstellar                       | dyrektor szkoły        |                 |
| 2014 | Transmisja z porwania              | Atlas                  |                 |
| 2014 | Selma                              | Martin Luther King     |                 |
| 2014 | Rok przemocy                       | Lawrence               |                 |
| 2015 | Uwięziona                          | Brian Nichols          |                 |
| 2015 | Five Nights in Maine               | Sherwin                |                 |
| 2016 | Nina                               | Clifton Henderson      |                 |
| 2016 | Królowa Katwe                      | Robert Katende         |                 |
| 2016 | Zjednoczone królestwo              | Seretse Khama          |                 |
| 2018 | Paradoks Cloverfield               | Kiel                   |                 |
| 2018 | Pułapka czasu                      | The It                 | cameo           |
| 2018 | Raz się żyje                       | Harold Soyinka         |                 |
| 2018 | Don't Let Go                       | det. Jack Radcliff     |                 |
| 2020 | Come Away                          | Jack                   |                 |
| 2020 | The Water Man                      | Amos Boone             |                 |
| 2020 | The Bastard King                   | The Bastard King       |                 |
| 2020 | Piotruś Królik 2: Na gigancie      | Nigel Basil-Jones      |                 |
| 2020 | Niebo o północy                    | Adewole                |                 |
| 2021 | Ruchomy chaos                      | Aaron                  |                 |
| 2022 | Patrz jak kręcą (See How They Run) | Mervyn Cocker-Norris   |                 |
| 2023 | Księga Clarence’a                  | Jan Chrzciciel         |                 |
| 2023 | Później                            | Dayo                   | krótkometr.     |
| 2024 | Zabójcza gra (Role Play)           | Dave                   |                 |
|      | Solitary                           | Chris Newborn          | w postprodukcji |

### Telewizja
| Rok       | Tytuł                                 | Rola                         | Uwagi              |
| --------- | ------------------------------------- | ---------------------------- | ------------------ |
| 1998      | Maisie Raine                          | Sonny McDonald               | 1 odc.             |
| 1998      | Brothers and Sisters                  | Lester Peters                |                    |
| 2002–2004 | Tajniacy                              | Danny Hunter                 |                    |
| 2005      | As Time Goes By                       | Patrick                      | 2 odc.             |
| 2006      | Shoot the Messenger                   | Joseph Pascale               | film TV            |
| 2006      | The Gil Mayo Mysteries                | Eddie Barton, “Sexy” M.P.    | 1 odc.             |
| 2007      | Five Days                             | Matt Wellings                | 4 odc.             |
| 2008      | A Raisin in the Sun                   | Joseph Asagai                | film TV            |
| 2008      | Pasja                                 | Józef z Arymatei             | miniserial, 1 odc. |
| 2008      | Kobieca Agencja Detektywistyczna nr 1 | Kremlin Busang               | 1 odc.             |
| 2009      | Small Island                          | Gilbert                      | film TV            |
| 2010      | Blood & Oil                           | Keme Tobodo                  | film TV            |
| 2011      | Żona idealna                          | Edward Weldon                | 1 odc.             |
| 2010–2011 | Glenn Martin, DDS                     | Nauczyciel / Clarence (głos) | 2 odc.             |
| 2013      | Complicit                             | Edward Ekubo                 | film TV            |
| 2014      | Słowik                                | Peter Snowden                | film TV            |
| 2014–2018 | Star Wars: Rebelianci                 | Kallus (głos)                | 30 odc.            |
| 2014      | Robot Chicken                         | Sebastian (głos)             | 1 odc.             |
| 2017      | The Lion Guard: The Rise of Scar      | Skaza (głos)                 | film TV            |
| 2017–2019 | Lwia Straż                            | Skaza (głos)                 | 17 odc.            |
| 2018–2019 | Les Misérables                        | Javert                       | miniserial; 6 odc. |
| 2021      | Dziewczyna przede mną                 | Edward                       | miniserial; 4 odc. |
| 2023      | Silos                                 | Holston                      | 5 odc.             |
| 2023      | Lawmen: Bass Reeves                   | Bass Reeves                  | 8 odc.             |